# Waiting for Daylight (A1)
Waiting for Daylight è il quarto album in studio del gruppo pop anglo-norvegese a1, pubblicato nel 2010.

## Tracce
1. It Happens Everyday – 4:06 – David Eriksen
2. Don't Wanna Lose You Again – 3:28
3. In Love and I Hate It – 3:36
4. Bad Enough – 4:10
5. Nothing in Common – 3:12
6. Take You Home – 3:26
7. Six Feet Under – 2:45
8. Good Things, Bad People – 3:33
9. Perfect Disaster – 3:43
10. The Life That Could Have Been – 3:34
11. Out There – 3:40
12. Waiting for Daylight – 5:20